# Indicativo de chamada
Indicativo de chamada é uma designação única de uma estação de transmissão de rádio. É designado formalmente por uma agência governamental, como identificador de uma estação de rádio. No Brasil a Anatel possui esta atribuição e em Portugal a Anacom. Os indicativos de chamada dependem do tipo de operação em que o aparelho está envolvido e sua localização geográfica. Internacionalmente, obedecem a um padrão composto pelo prefixo do país seguido por um identificador sufixo único de números, letras ou números e letras.

## No Brasil

Prefixos dos indicativos de chamada das emissoras de televisão no Brasil. ZYR é usado em todo o Brasil.

Os prefixos atribuídos ao Brasil pela União Internacional de Telecomunicações compreendem as séries de PP-PY e ZV-ZZ.
Como exemplo, o indicativo de chamada da Rádio Pelotense AM, de Pelotas, RS é ZYK270 e o da LABRE-RS é PY3AA. 
As estações de rádio licenciadas para utilização na Faixa de Rádio do Cidadão, por sua vez, são identificadas por um indicativo de chamada composto pelo prefixo PX, por um algarismo de 1 a 9, correspondente à região em que se localiza a estação, e por um sufixo alfanumérico.
A forma de leitura do indicativo de chamada segue o alfabeto fonético internacional.

### Serviço Móvel Aeronáutico
No serviço móvel aeronáutico (estações de radiocomunicação a bordo das aeronaves) o indicativo de chamada "confunde-se" com a matrícula da aeronave. Assim, os indicativos de chamada não possuem números, apenas letras e estão distribuídos com prefixos entre PP e PU. Os prefixos PU foram reservados aos ultraleves. No início foram mais utilizados os prefixos PT e PP e quando o número de estações/aeronaves se tornou grande demais para essas faixas, passaram a ser utilizadas a faixas PR e PU.
Os sufixos são compostos por três letras e compõe o designador da estação. Com isso, o indicativo de chamada/matrícula com as cinco letras se mantém único, já que uma aeronave não pode ser matriculada em mais de um país, ao mesmo tempo.

### Radiodifusão
A distribuição dos prefixos das emissoras de radiodifusão no Brasil é:
| Prefixo | Tipo de emissão | Unidade da Federação ou Região geográfica                                                     |
| ------- | --------------- | --------------------------------------------------------------------------------------------- |
| ZYA     | TV              | AC, AL, AM, AP, BA, CE, DF, ES, GO, MA, MG, MS, MT, TO                                        |
| ZYB     | TV              | PA, PB, PE, PI, PR, RJ, RN, RO, RR, RS, SC, SE, SP                                            |
| ZYC     | FM              | Norte, exceto PA, RO e RR; Nordeste, exceto PE, PI, RN e SE; Centro-Oeste e estado de MG e ES |
| ZYD     | FM              | Sul e estados de PA, PE, PI, RJ, RN, RO, RR, SE e SP                                          |
| ZYD     | RADCOM          | Região Sul e estados de PA, PI, RJ, RN, RO, RR, SE, SP e TO                                   |
| ZYE     | OC              | Todo o Brasil                                                                                 |
| ZYE     | FM              | CE, GO, MG, PR, SC, SP                                                                        |
| ZYF     | OT              | Norte, exceto PA, RO e RR; Nordeste, Centro-Oeste e ES                                        |
| ZYG     | OT              | Sul, Sudeste, exceto ES; PA, RO e RR                                                          |
| ZYG     | FM              | MT, PR, RS, SP                                                                                |
| ZYH     | OM              | AC, AL, AP, AM, BA, CE, DF, GO, MA, TO                                                        |
| ZYI     | OM              | ES, MT, MS, PA, PB, PE, PI                                                                    |
| ZYJ     | OM              | PR, RJ, RN, RO, RR, SC, SE                                                                    |
| ZYK     | OM              | RS, SP                                                                                        |
| ZYL     | FM              | BA, CE, DF, ES, GO, MA, MG, MS, MT, PA, PB, PE, PI, RJ, RN, RO                                |
| ZYL     | RADCOM          | Regiões Centro-Oeste e Nordeste, exceto AL e Sudeste, exceto, SP; e os estados de AP, RO, RR. |
| ZYL     | OM              | MG                                                                                            |
| ZYM     | FM              | PR, RR, RS, SC, SE, SP, TO                                                                    |
| ZYM     | RADCOM          | Região Sul e estados de RR, SE, SP e TO.                                                      |
| ZYN     | OM              | MG, TO                                                                                        |
| ZYN     | FM              | MG, MS, PI, TO                                                                                |
| ZYM     | RADCOM          | TO                                                                                            |
| ZYO     | OM              | RR                                                                                            |
| ZYO     | FM              | GO, PR, RS                                                                                    |
| ZYP     | TV              | Todo o Brasil                                                                                 |
| ZYP     | FM              | SC                                                                                            |
| ZYQ     | TV              | MT                                                                                            |
| ZYR     | TV              | Todo o Brasil                                                                                 |
| ZYR     | FM              | GO, MG, MT, PA, PB, PE, RN, SC, SP                                                            |
| ZYR     | RADCOM          | GO, MG, MT, PA, PB, PE, RN, SC                                                                |
| ZYS     | FM              | AC, AL, AM, AP, BA, CE, DF, ES                                                                |
| ZYS     | RADCOM          | AC, AL, AM, AP, BA, CE, DF, ES                                                                |
| ZYT     | TV              | SP                                                                                            |
| ZYT     | FM              | AP, GO, MG, MA, MG, MS, MT, PA, PB, PE, PI, PR, RO, RS, SP                                    |
| ZYT     | RADCOM          | GO, MA, MG, MS, MT, PA, PB, PE, PI, PR                                                        |
| ZYU     | FM              | RJ, RN, RO, RS, SC, SE, SP, TO                                                                |
| ZYU     | RADCOM          | RJ, RN, RO, RR, RS, SC, SE, SP, TO                                                            |
| ZYV     | FM              | BA, CE, GO, MA, MG, SC                                                                        |
| ZYV     | RADCOM          | AM, AP, BA, CE, DF, ES, GO, SC                                                                |
| ZYW     | FM              | PE, RJ, RN, RS, SC, SP                                                                        |
| ZYW     | RADCOM          | PE, RJ, RN, RO, RS, SC, SP                                                                    |
| ZYX     | FM              | MA, MG, MS, MT, PA, PB, PE, PI, PR                                                            |
| ZYX     | RADCOM          | MG, MS, MT, PB, PE, PI, PR                                                                    |
| ZZC     | FM              | PR                                                                                            |

### Radioamadorismo e faixa do cidadão

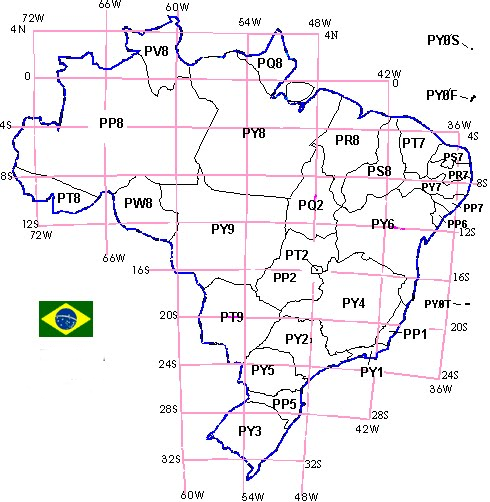
Indicativos Classe A - Brasil

A distribuição dos prefixos de indicativos efetivos de estações de Serviço de radioamador   e Serviço Rádio do Cidadão  são: 
| Unidades da Federação           | CLASSE C       | CLASSES A e B            | Rádio Cidadão |
| ------------------------------- | -------------- | ------------------------ | ------------- |
| Acre                            | PU 8 JAA a LZZ | PT 8 AA a ZZ e AAA a YZZ | PX 1          |
| Alagoas                         | PU 7 AAA a DZZ | PP 7 AA a ZZ e AAA a YZZ | PX 7          |
| Amapá                           | PU 8 GAA a IZZ | PQ 8 AA a ZZ e AAA a YZZ | PX 8          |
| Amazonas                        | PU 8 AAA a CZZ | PP 8 AA a ZZ e AAA a YZZ | PX 8          |
| Bahia                           | PU 6 JAA a YZZ | PY 6 AA a ZZ e AAA a YZZ | PX 6          |
| Ceará                           | PU 7 MAA a PZZ | PT 7 AA a ZZ e AAA a YZZ | PX 7          |
| Distrito Federal                | PU 2 AAA a EZZ | PT 2 AA a ZZ e AAA a YZZ | PX 9          |
| Espírito Santo                  | PU 1 AAA a IZZ | PP 1 AA a ZZ e AAA a YZZ | PX 1          |
| Goiás                           | PU 2 FAA a HZZ | PP 2 AA a ZZ e AAA a YZZ | PX 9          |
| Maranhão                        | PU 8 MAA a OZZ | PR 8 AA a ZZ e AAA a YZZ | PX 8          |
| Mato Grosso                     | PU 9 OAA a YZZ | PY 9 AA a ZZ e AAA a YZZ | PX 9          |
| Mato Grosso do Sul              | PU 9 AAA a NZZ | PT 9 AA a ZZ e AAA a YZZ | PX 9          |
| Minas Gerais                    | PU 4 AAA a YZZ | PY 4 AA a ZZ e AAA a YZZ | PX 4          |
| Paraíba                         | PU 7 EAA a HZZ | PR 7 AA a ZZ e AAA a YZZ | PX 7          |
| Paraná                          | PU 5 MAA a YZZ | PY 5 AA a ZZ e AAA a YZZ | PX 5          |
| Pará                            | PU 8 WAA a YZZ | PY 8 AA a ZZ e AAA a YZZ | PX 8          |
| Pernambuco                      | PU 7 RAA a YZZ | PY 7 AA a ZZ e AAA a YZZ | PX 7          |
| Piauí                           | PU 8 PAA a SZZ | PS 8 AA a ZZ e AAA a YZZ | PX 8          |
| Rio de Janeiro                  | PU 1 JAA a YZZ | PY 1 AA a ZZ e AAA a YZZ | PX 1          |
| Rio Grande do Norte             | PU 7 IAA a LZZ | PS 7 AA a ZZ e AAA a YZZ | PX 7          |
| Rio Grande do Sul               | PU 3 AAA a YZZ | PY 3 AA a ZZ e AAA a YZZ | PX 3          |
| Rondônia                        | PU 8 DAA a FZZ | PW 8 AA a ZZ e AAA a YZZ | PX 8          |
| Roraima                         | PU 8 TAA a VZZ | PV 8 AA a ZZ e AAA a YZZ | PX 9          |
| Santa Catarina                  | PU 5 AAA a LZZ | PP 5 AA a ZZ e AAA a YZZ | PX 5          |
| São Paulo                       | PU 2 KAA a YZZ | PY 2 AA a ZZ e AAA a YZZ | PX 2          |
| Sergipe                         | PU 6 AAA a IZZ | PP 6 AA a ZZ e AAA a YZZ | PX 6          |
| Tocantins                       | PU 2 GAA a IZZ | PQ 2 AA a ZZ e AAA a YZZ | PX 9          |
| Ilhas Oceânicas                 |                |                          |               |
| Fernando de Noronha             | PU 0 FAA a FZZ | PY 0 FA a FZ e FAA a FZZ | PX 9          |
| Martim Vaz                      | PU 0 MAA a MZZ | PY 0 MA a MZ e MAA a MZZ | PX 9          |
| Trindade                        | PU 0 TAA a TZZ | PY 0 TA a TZ e TAA a TZZ | PX 9          |
| Atol das Rocas                  | PU 0 RAA a RZZ | PY 0 RA a RZ e RAA a RZZ | PX 9          |
| Penedo de São Pedro e São Paulo | PU 0 SAA a SZZ | PY 0 SA a SZ e SAA a SZZ | PX 9          |
| Região Antartica - Brasil       | PU 0 AAA a AZZ | PY 0 AA a AZ e AAA a AZZ | PX 9          |

Os prefixos de indicativos especiais de estações de radioamador são:
| Unidade da Federação                                            | CLASSE C                           | CLASSES A e B                | EXCLUSIVO CLASSE A (prefixo/conjunto)          |
| --------------------------------------------------------------- | ---------------------------------- | ---------------------------- | ---------------------------------------------- |
| Acre, Amapá, Amazonas, Maranhão, Pará, Piaui, Rondônia, Roraima | ZV8W, ZW8W, ZX8W, ZY8W, ZZ8W       | ZV8, ZW8, ZX8, ZY8, ZZ8      | PX8                                            |
| Alagoas, Ceará, Paraíba, Pernambuco, Rio Grande do Norte        | ZV7W, ZW7W, ZX7W, ZY7W, ZZ7W       | ZV7, ZW7, ZX7, ZY7, ZZ7      | PQ7, PV7, PW7, PX7                             |
| Sergipe, Bahia                                                  | ZV6W, ZW6W, ZX6W, ZY6W, ZZ6W       | ZV6, ZW6, ZX6, ZY6, ZZ6      | PQ6, PR6, PS6, PT6, PV6, PW6, PX6              |
| Distrito Federal, Goiás, São Paulo, Tocantins                   | ZV2W, ZW2W, ZX2W, ZY2W, ZZ2W       | ZV2, ZW2, ZX2, ZY2, ZZ2      | PR2, PS2, PV2, PW2 e PX2                       |
| Espírito Santo, Rio de Janeiro                                  | ZV1W, ZW1W, ZX1W, ZY1W, ZZ1W       | ZV1, ZW1, ZX1, ZY1, ZZ1      | PQ1, PR1, PS1, PT1, PV1, PW1, PX1              |
| Mato Grosso, Mato Grosso do Sul                                 | ZV9W, ZW9W, ZX9W, ZY9W, ZZ9W       | ZV9, ZW9, ZX9, ZY9, ZZ9      | PP9, PQ9, PR9, PS9, PV9, PW9, PX9              |
| Minas Gerais                                                    | ZV4W, ZW4W, ZX4W, ZY4W, ZZ4W       | ZV4, ZW4, ZX4, ZY4, ZZ4      | PP4, PQ4, PR4, PS4, PT4, PV4, PW4, PX4         |
| Paraná, Santa Catarina                                          | ZV5W, ZW5W, ZX5W, ZY5W, ZZ5W       | ZV5, ZW5, ZX5, ZY5, ZZ5      | PQ5, PR5, PS5, PT5, PV5, PW5, PX5              |
| Rio Grande do Sul                                               | ZV3W, ZW3W, ZX3W, ZY3W, ZZ3W       | ZV3, ZW3, ZX3, ZY3, ZZ3      | PP3, PQ3, PR3, PS3, PT3, PV3, PW3, PX3         |
| Ilhas Oceânicas                                                 |                                    |                              |                                                |
| Fernando de Noronha                                             | PZV0FW, ZW0FW, ZX0FW, ZY0FW, ZZ0FW | ZV0F, ZW0F, ZX0F, ZY0F, ZZ0F | PP0F, PQ0F, PR0F, PS0F, PT0F, PV0F, PW0F, PX0F |
| Martim Vaz                                                      | ZV0MW, ZW0MW, ZX0MW, ZY0MW, ZZ0MW  | ZV0M, ZW0M, ZX0M, ZY0M, ZZ0M | PP0M, PQ0M, PR0M, PS0M, PT0M, PV0M, PW0M, PX0M |
| Trindade                                                        | ZV0TW, ZW0TW, ZX0TW, ZY0TW, ZZ0TW  | ZV0T, ZW0T, ZX0T ZY0T, ZZ0T, | PP0T, PQ0T, PR0T, PS0T, PT0T, PV0T, PW0T, PX0T |
| Atol das Rocas                                                  | ZV0RW, ZW0RW, ZX0RW, ZY0RW, ZZ0RW  | ZV0R, ZW0R, ZX0R, ZY0R, ZZ0R | PP0R, PQ0R, PR0R, PS0R, PT0R, PV0R, PW0R, PX0R |
| Penedo de São Pedro e São Paulo                                 | ZV0SW, ZW0SW, ZX0SW, ZY0SW, ZZ0SW  | ZV0S, ZW0S, ZX0S, ZY0S, ZZ0S | PP0S, PQ0S, PR0S, PS0S, PT0S, PV0S, PW0S, PX0S |
| Região Antártica - Brasil                                       | ZV0AW, ZW0AW, ZX0AW, ZY0AW, ZZ0AW  | ZV0A, ZW0A, ZX0A, ZY0A, ZZ0A | PP0A, PQ0A, PR0A, PS0A, PT0A, PV0A, PW0A, PX0A |

## Em Portugal

### Radioamadorismo
Os indicativos de chamada (IC) de estações de amadores, Os prefixos atribuídos a Portugal pela União Internacional de Telecomunicações  compreendem as séries de CQ-CU.       
O  artigo 16 do Decreto-Lei n° 53/2009  regulamenta a formação dos IC como segue:  
Artigo 16 - Indicativos de chamada de estação:
1 — O ICP -ANACOM consigna um indicativo de chamada (IC) à estação fixa principal que opere ao abrigo de um Certificado de Amador Nacional (CAN) ou de uma licença de uso comum.
2 — O IC consignado à estação fixa principal é comum às estações móveis e portáteis.
3 — Mediante solicitação do amador habilitado, o ICP-ANACOM pode consignar:
a) Um IC para a estação fixa adicional;
b) Indicativos de chamada ocasionais (ICO);
c) Indicativos de chamada ocasionais anuais (ICOA).
4 — O ICOA é concedido pelo período de um ano, renovando -se automaticamente por iguais períodos, excepto se houver comunicação em contrário do amador até à data limite da sua validade.
5 — Compete ao ICP -ANACOM definir e publicitar as regras para a consignação e para a utilização de IC, ICO e ICOA.
As regras de consignação dos indicativos de chamada constam na Parte IX e Anexo 3 dos "Procedimentos adotados pelo ICP-ANARCON" . Os IC são formados pela junção do prefixo adequado contido na tabela abaixo com um sufixo de três letras (de AAA a ZZZ). O IC de uma estação de amador fixa adicional de uso individual, é igual ao IC da estação fixa principal do mesmo titular, seguido pelos caracteres “/1”.
| Categorias | Portugal Continental        | Região Autônoma dos Açores | Região Autônoma da Madeira |
| ---------- | --------------------------- | -------------------------- | -------------------------- |
| 1          | CT7                         | CT8                        | CT9                        |
| 2          | CS7                         | CS8                        | CS9                        |
| 3          | CR7                         | CR8                        | CR9                        |
| UC         | CQ0 - CS5                   | CQ1 - CS4                  | CQ2 - CS3                  |
| PC         | CR0                         | CR0                        | CR0                        |
| ICO/ICOA   | CQ7 - CR5 - CR6 - CS2       | CQ8 - CR1 - CR2            | CQ3 - CQ9 - CR3            |
| Categorias | Portugal Continental        | Região Autônoma dos Açores | Região Autônoma da Madeira |
| A          | CT1 - CT4                   | CU1 a CU9                  | CT3                        |
| B          | CT1 - CT2 - CT4             | CU1 a CU9                  | CT3                        |
| C          | CT5                         | CU0                        | CT3                        |
| EA         | CQ0-CS0-CS1-CS5-CS6-CT1-CT6 | CQ1 e CU1 a CU8            | CQ2-CS3                    |